# Tryphon leucostictus
Tryphon leucostictus är en stekelart som beskrevs av Julius Theodor Christian Ratzeburg 1844. Tryphon leucostictus ingår i släktet Tryphon och familjen brokparasitsteklar. Inga underarter finns listade i Catalogue of Life.